# Cardiff (Alberta)
Pour les articles homonymes, voir Cardiff (homonymie).
Cardiff est un hameau situé dans le Comté de Sturgeon, dans la province canadienne d'Alberta. Le hameau est situé à 14 kilomètres des limites de la ville d'Edmonton. Le bourg de Morinville est situé à 1,6 kilomètre de Cardiff.

## Histoire
Le territoire de Cardiff a exploité la première mine de charbon de l'Alberta.

## Démographie
La population de Cardiff est de 1 190 habitants en 2008.